# Una notte ancora
Una notte ancora è un singolo della cantante italiana Arisa, che funge da terzo estratto dall'album Guardando il cielo e pubblicato ufficialmente il 24 giugno 2016. Il brano è stato presentato ed eseguito live al Coca-Coca Cola Summer Festival 2016.

## Video musicale
Per il singolo è stato girato anche un video musicale, pubblicato sul canale Vevo della cantante il 29 luglio 2016. La regia è stata affidata a Michele Piazza e nel videoclip Arisa si espone in maniera più sensuale, suscitando un buon responso da parte della critica.